# ۴۷۰۱ میلانی
سیارک ۴۷۰۱ (به انگلیسی: 4701 Milani، نامگذاری:1986VW6) چهار هزار و هفتصد و یکمین سیارک کشف شده‌است که در ۶ نوامبر ۱۹۸۶ کشف شد.
قدر مطلق سیارک برابر ۱۳٫۰۰ است.